# Charline Picon
Charline Picon (23 de dezembro de 1984) é uma velejadora francesa, campeã olímpica em 2016.

## Carreira
Ela conquistou duas medalhas de bronze em sua respectiva classe no Campeonato Mundial de Windsurf (2009 e 2010) e um título olímpico nas Olimpíadas de Verão de 2016 após atingir um top dez nas Olimpíadas de Verão de 2012. Em setembro de 2014, Picon foi classificada como uma das dez melhores velejadoras do mundo na classe de prancha de vela pela Federação Internacional de Vela, após seus sucessos no Campeonato Europeu e Mundial e na série da Copa do Mundo de Vela.
Picon competiu na classe feminina RS:X nas Olimpíadas de Verão de 2012 em Londres, terminando em oitavo e recebendo uma vaga no Campeonato Mundial em Perth, Austrália Ocidental. Tendo garantido uma vaga na corrida de medalhas da série de abertura, Picon navegou pela reta final para superar a windsurfista italiana e campeã olímpica de 2000 Alessandra Sensini e a favorita do Canadá Nikola Girke por uma oitava vaga em uma pontuação líquida de 89 pontos.
No Campeonato Mundial de Vela ISAF de 2014 em Santander, Picon navegou contra uma imensa frota de windsurfistas para ganhar uma medalha de ouro na classe RS:X feminina, acumulando uma pontuação líquida de 27 pontos e garantindo uma vaga na equipe francesa para competir em sua segunda Olimpíada em 2021. Logo depois, uniu forças como Sarah Steyaert, e ambas conseguiram o bronze nos Jogos de 2024, agora na classe 49erFX.
Picon começou a praticar windsurf aos 11 anos. Ela é fisioterapeuta por formação. Até 2006, ela competiu nas classes Aloha e Mistral, e só depois mudou para RS:X. Durante a temporada 2008-09, ela passou por uma cirurgia no ombro e voltou às competições em setembro de 2009.